# Monteverdia clarendonensis
Monteverdia clarendonensis es una especie de planta de flores perteneciente a la familia Celastraceae. Es endémica de Jamaica. 

## Distribución
Se encuentra en las parroquias centrales, la especie tiene una distribución local, confinada en el arbolado en las colinas de piedra caliza.

## Taxonomía
La especie fue descrita como Maytenus clarendonensis por Nathaniel Lord Britton y publicado en Bulletin of the Torrey Botanical Club 39: 8 en 1912.
En una revisión taxonómica en 2017 a partir de estudios filogenéticos, 123 especies anteriormente clasificadas dentro del género Maytenus pasaron a Monteverdia, entre ellas Maytenus clarendonensis, por lo que Monteverdia clarendonensis fue descrita como tal por primera vez por el botánico brasileño Leonardo Biral et al. y publicada en Systematic Botany 42 (4): 688 en 2017.

#### Basónimo
- Maytenus clarendonensis Britton, 1912

Etimología
Maytenus: nombre genérico de maiten, mayten o mayton, un nombre mapuche para la especie tipo Maytenus boaria.
clarendonensis: epíteto geográfico que alude a su localización en la Parroquia de Clarendon en Jamaica.